# Węzeł drogowy

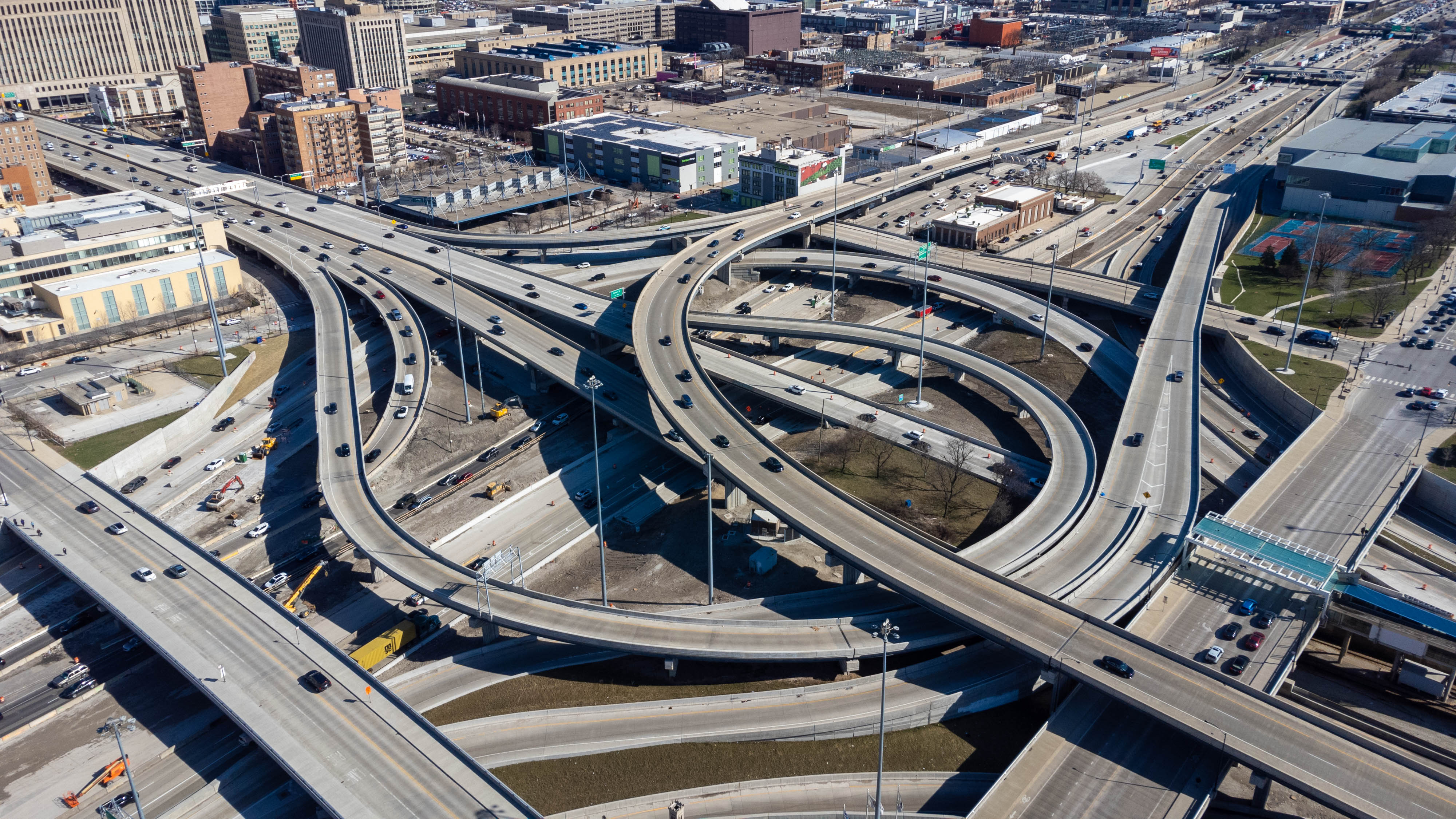
Węzeł drogowy w Chicago w Stanach Zjednoczonych

Węzeł drogowy (symbol , ) – krzyżowanie się lub połączenie dróg na różnych poziomach, zapewniające pełną lub częściową możliwość wyboru kierunku jazdy.
Węzły drogowe umożliwiają bezkolizyjny ruch, bez zatrzymywania pojazdów.

## Podział węzłów drogowych w Polsce
Rozporządzenie Ministra Transportu i Gospodarki Morskiej z dnia 2 marca 1999 w sprawie warunków technicznych, jakim powinny odpowiadać drogi publiczne i ich usytuowanie dzieli węzły drogowe na trzy grupy:
- węzły bezkolizyjne typu WA – na których nie występuje przecinanie torów jazdy, a relacje skrętne są realizowane tylko jako manewry wyłączania, włączania i przeplatania się potoków ruchu
- węzły częściowo bezkolizyjne typu WB – na których występuje przecinanie torów jazdy niektórych relacji na jednej z dróg; w ramach węzła funkcjonuje wówczas na tej drodze skrzyżowanie lub ich zespół, jednak relacje o dominujących natężeniach są prowadzone bezkolizyjnie
- węzeł kolizyjny typu WC – na którym tylko jezdnie dróg krzyżują się w różnych poziomach, natomiast relacje skrętne na obu drogach odbywają się na skrzyżowaniach.

### Węzły typu WA
Klasyczną formą węzła drogowego typu WA jest koniczynka. Innymi formami są krzyż maltański, turbina i wiatrak. Jeżeli jedna z dróg kończy się na węźle, stosuje się typ trąbki lub gruszki. W niektórych sytuacjach, gdy początkowo planowano przecięcie dwóch dróg, ale kontynuacji budowy jednej z dróg za węzłem zaniechano, tworzy się półkoniczynki, którą – w przypadku późniejszej kontynuacji budowy – stosunkowo niewielkim kosztem można przekształcić w koniczynkę. Rzadko na połączeniach autostrad spotyka się trójkąty.

#### Skrzyżowanie dwóch dróg

##### Koniczynka

Schemat węzła

Węzeł drogowy w formie koniczynki

Koniczynka jest najczęściej spotykaną formą węzła drogowego. Ma tę zaletę, że trzeba zbudować tylko jeden wiadukt drogowy. Zajmuje też stosunkowo niewiele miejsca w terenie. Wadą koniczynki jest fakt krzyżowania się dwóch potoków pojazdów (najpierw wjazd na drogę po łuku 3/4, a później zjazd z drogi po łuku 3/4). Jako jedyna z omówionych tutaj węzłów krzyżujących dwie drogi umożliwia zawracanie. Wykonuje się je przez użycie dwóch łuków 3/4.
Koniczynka ma kilku wynalazców. W Europie jest nim Szwajcar Willy Sarbach (1927). W Stanach Zjednoczonych pomysł zgłoszono do urzędu patentowego w 1917 r. Pierwsze koniczynki powstały zaś w Rahwey (stan New Jersey) oraz w Chicago.

Węzeł drogowy w formie krzyża maltańskiego

##### Krzyż maltański
Na węzeł drogowy w formie krzyża maltańskiego potrzeba znacznie więcej miejsca niż na koniczynkę. Jego wielką zaletą jest możliwość utrzymywania większych prędkości (nie ma łącznic prowadzonych po łuku 3/4). Jednak w centrum węzła niezbędna jest skomplikowana konstrukcja wiaduktów, mająca przynajmniej 3 poziomy, na których odbywa się ruch pojazdów. W skrajnych przypadkach może to być sześć poziomów, z czego z kolei może wynikać różnica poziomów do 30 m.

Węzeł drogowy w formie turbiny

##### Turbina
Na węźle drogowym w formie turbiny, podobnie jak w przypadku krzyża maltańskiego, można utrzymywać duże prędkości. W tym jednak przypadku nie ma potrzeby budowy tak wysokiej konstrukcji mostów. Do budowy takiego węzła potrzeba trochę więcej miejsca niż w przypadku koniczynki. Wadą turbiny jest konieczność budowy aż 8 wiaduktów prowadzących łącznice nad drogami głównymi oraz innymi łącznicami.

Węzeł drogowy w formie wiatraka

##### Wiatrak
Węzeł drogowy w formie wiatraka posiada wiadukty dla wszystkich łącznic prowadzących w lewo od pierwotnego kierunku jazdy. Za wiaduktem droga jest tak poprowadzona, aby te łącznice skończyły się przed głównym skrzyżowaniem dróg. Łącznice te muszą posiadać ciaśniejsze skręty, więc trzeba wprowadzić na nich pewne ograniczenia prędkości.

##### Formy mieszane

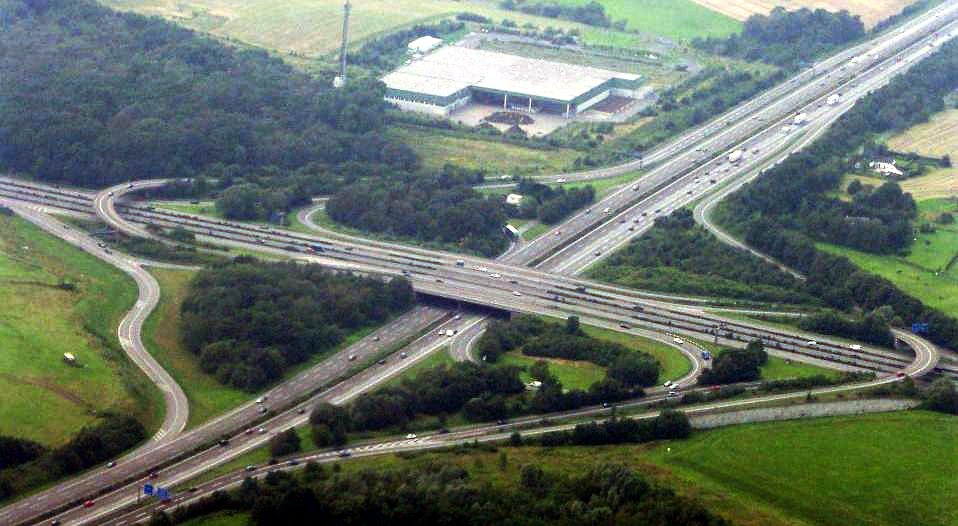
Forma mieszana (dwie łącznice jak w koniczynce, dwie jak w wiatraku) – węzeł Breitscheid pod Düsseldorfem (połączenie A3 z A52)

Do form mieszanych można zaliczyć również węzeł Autobahnkreuz Schönefeld

W rzeczywistości wiele węzłów drogowych ma formy mieszane. Bywa też tak, że do węzła początkowo zbudowanego jako koniczynka dobudowuje się niektóre łącznice (jak w przypadku krzyża maltańskiego) dla zwiększenia przepustowości skrzyżowania.

#### Połączenie dwóch dróg

Węzeł drogowy w formie trąbki prawostronnej

##### Trąbka

Węzeł drogowy w formie trąbki lewostronnej

Jest to bezkolizyjne połączenie dwóch dróg. Wymagany jest jeden dwukierunkowy wiadukt oraz tylko w jednym z przypadków zmiany drogi konieczne jest ograniczenie prędkości. W zależności od sytuacji trąbka może być skierowana w dwie różne strony. Najczęściej jest tak zaprojektowana, aby z jazdy po łuku 3/4 okręgu korzystało możliwie najmniej pojazdów. W Polsce taki węzeł jest np. na połączeniu dróg ekspresowych S3 i S6 koło Goleniowa.

Węzeł drogowy w formie gruszki

##### Gruszka
Na węźle drogowym typu gruszka wyeliminowana została łącznica prowadzona po 3/4 łuku. Dzięki temu możliwe są wszystkie zmiany kierunku jazdy bez dużego ograniczenia prędkości. Jednak takie skrzyżowanie wymaga wybudowania dodatkowego wiaduktu oraz znacznie więcej terenu pod budowę węzła.

Węzeł drogowy w formie półkoniczynki

##### Pół koniczynki
Węzeł w takiej formie występuje w miejscach, gdzie planowana jest rozbudowa kończącej się na węźle drogi. Dzięki takiej konstrukcji węzła jego przebudowa (dokończenie koniczynki) nie jest kosztowna i nie wymaga zamykania czynnych już przejazdów.

Węzeł drogowy w formie trójkąta

##### Trójkąt
Stosunkowo łagodne wszystkie łącznice. Cały węzeł położony po jednej stronie drogi niekończącej się na węźle (możliwy do wykonania, gdy ta droga idzie w pobliżu zbiornika wodnego lub innej przeszkody w terenie). Rozwiązanie to ma jednak także wady: ma trzy wiadukty położone na ogół pod ostrym kątem w stosunku do drogi, nad którą przechodzą oraz trzy poziomy.

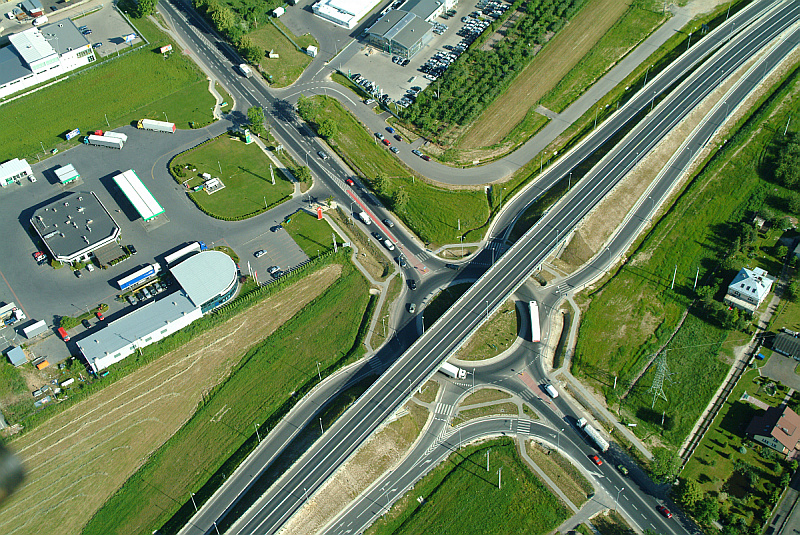
Węzeł drogowy „Stojadła” typu WB pod Mińskiem Mazowieckim. Droga krajowa nr 50 biegnie bezkolizyjnie, zaś droga krajowa nr 92 przez rondo

### Węzły typu WB

Węzeł drogowy typu WB z jednym skrzyżowaniem (droga pokazana poziomo jest prowadzona bezkolizyjnie)

Jest to węzeł częściowo bezkolizyjny, na którym następuje przecinanie torów jazdy niektórych relacji na jednej z dróg. Na tej drodze funkcjonuje skrzyżowanie lub zespół skrzyżowań. Tory ruchu o dominującym natężeniu ruchu powinny być prowadzone bezkolizyjnie.
Skrzyżowanie powinno być umiejscowione na drodze niższej klasy lub na drodze o mniejszym natężeniu ruchu w przypadku dróg równorzędnej klasy. Wyjazd z jezdni drogi, na której jest ruch bezkolizyjny, powinien poprzedzać wjazd na nią. Zarówno wyjazd, jak i wjazd na tę drogę powinny być usytuowane po prawej stronie jezdni i powinny być wyposażone w pasy wyłączenia/włączenia.
W miastach węzły drogowe typu WB często powstają poprzez dobudowanie estakad tranzytowych w ciągu jednej z przecinających się dróg nad istniejącym skrzyżowaniem lub rondem.

Węzeł drogowy typu WC

### Węzły typu WC
Jest to węzeł dwupoziomowy, na którym tylko jezdnie dróg krzyżują się bezkolizyjnie. Relacje skrętne na obu drogach odbywają się na skrzyżowaniach.
Przykładem takiego węzła może być połączenie drogi krajowej nr 2 z drogą wojewódzką nr 803 w Żelkowie-Kolonii (województwo mazowieckie).